# Anton Joseph Lauteren
Anton Joseph Lauteren, auch Anton Joseph Lautern (* 19. Juli 1783 in Bleidenstadt; † 6. August 1834 in Breuberg) war ein deutscher Landrat.

## Leben
Anton Joseph Lauteren wurde als Sohn des Amtmanns Heinrich Joseph Martin Lauteren (1753–1812) und dessen Ehefrau Maria Sibilla Schmieg geboren.
Nach einem Studium der Rechtswissenschaften an der Julius-Maximilians-Universität Würzburg war er von 1800 an als Löwenstein-Wertheim-Rosenbergischer Amtmann auf dem Breuberg tätig. In dieser Funktion war er der oberste Beamte in dem vom Landesherrn zur Territorialverteidigung geschaffenen Amt. Er war zugleich Gerichtsherr (Justizamtmann) und trieb die Steuern ein.
Dieses Amt führte Lauteren auch bei den Grafen Erbach-Schönberg.
Zuletzt nahm er vom 5. April 1822 an das Amt des Großherzoglich Hessischen Landrats im Landratsbezirk Breuberg wahr. Er führte die Amtsgeschäfte bis zum 4. August 1834, 2 Tage vor seinem Tode.